# Pont de Galata
Le pont de Galata (en turc Galata Köprüsü) est un pont d'Istanbul en Turquie. Il enjambe la Corne d'Or.

## Histoire

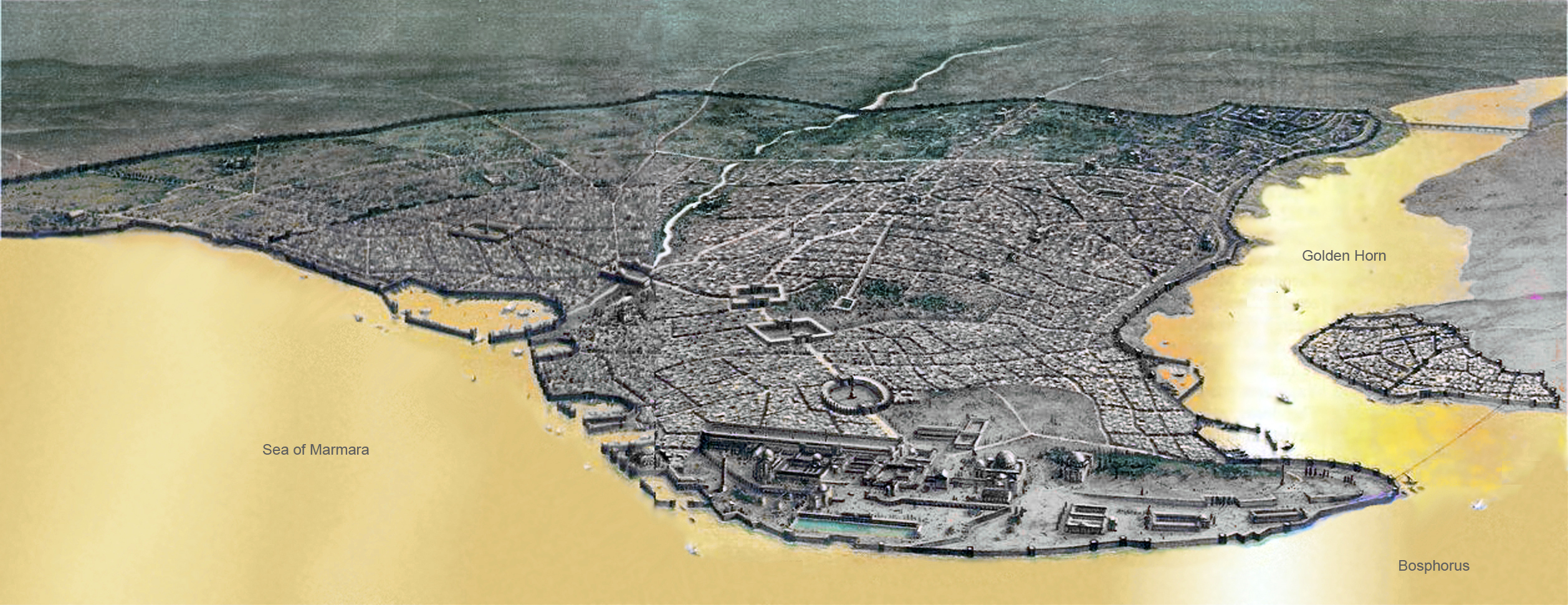
Le premier pont construit par Justinien.

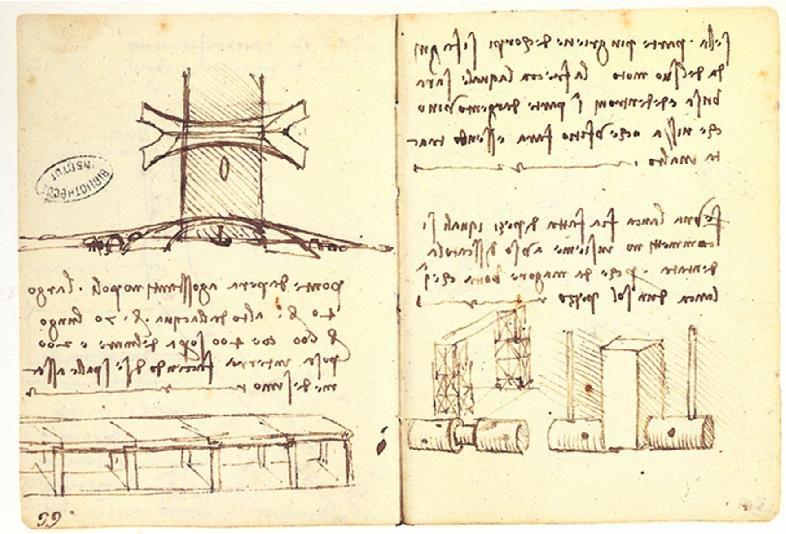
Projet du pont de Léonard de Vinci.

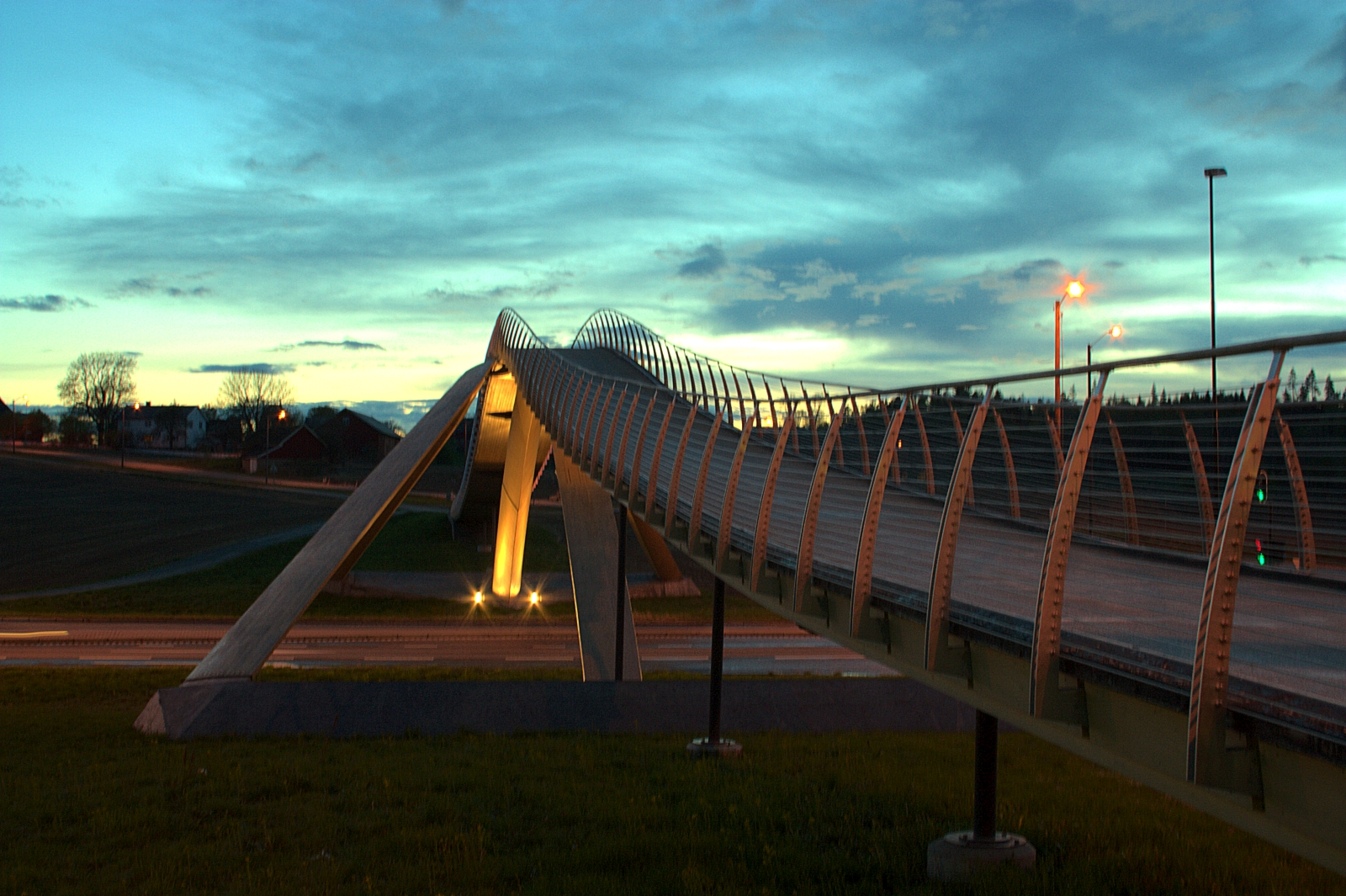
Le pont Da Vinci près d'Oslo.

Le plus vieux pont connu date du règne de Justinien au VIe siècle, à proximité des murailles de Constantinople à la frontière ouest de la ville. En 1453, pour prendre Constantinople, les Turcs assemblent un pont mobile en plaçant leurs bateaux les uns à côté des autres et l'utilisent pour transporter leurs troupes d'une rive à l'autre de la Corne d'Or.
Dans les années 1502-1503, on discute pour la première fois d'un pont à l'actuelle position. Le sultan Bayezid II sollicite un projet de Léonard de Vinci, utilisant trois principes bien connus de géométrie : l'arc cintré, la courbe parabolique et la clé de voûte, créant un pont à tablier unique sans précédent de 240 m de long et 24 m de large au-dessus de la Corne d'Or, qui deviendrait le plus long pont du monde à cette période s'il était construit. Cependant, ce projet ambitieux n'a pas l'approbation du sultan.
Un autre artiste italien, Michel-Ange, a alors été invité en 1506 à dessiner un pont pour Constantinople, mais il refuse, et l'idée de construire un pont au-dessus de la Corne d'Or est abandonnée jusqu'au XIXe siècle. Cette histoire est la trame d'un roman qui imagine la visite du maître sur place.
Le 17 mai 2006, il a été annoncé que le Premier ministre turc Recep Tayyip Erdoğan et le maire d'Istanbul Kadir Topbaş avaient décidé de ressusciter le projet de pont de Léonard de Vinci. Les études de faisabilité et d'urbanisme du projet ont commencé plus tôt, en 1999. Après cinq siècles, le projet de pont de Léonard de Vinci traversant la Corne d'Or deviendra le premier projet architectural du génie de la Renaissance à être réalisé à la taille identique.
L'architecte turc chargé de la construction est Bülent Güngör, connu pour la restauration du palais Çırağan, le palais de Yıldız, et le monastère Sümela. Le pont sera une copie exacte de la conception de Léonard de Vinci, avec une seule travée de 720 pieds (240 m), une largeur de 8 m et une hauteur au-dessus de la Corne d'Or à 24 m, comme indiqué sur ses croquis.
Une version réduite du pont de Léonard de Vinci, le Pont de Léonard, vit le jour en 2001 près de Oslo, en Norvège, par l'artiste contemporain Vebjørn Sand (en), le premier projet d'un ingénieur civil basé sur les dessins de Léonard de Vinci à être construit. Le Wall Street Journal s'est référé à ce projet comme un symbole pour les nations.

### Hayratiye
Dans le début du XIXe siècle, Mahmud II (1808-1839) fait construire un pont à une certaine distance de la voie d'eau entre Azapkapi et Unkapani. Ce pont, connu sous le nom de Hayratiye (« bienfait » en français) ouvre le 3 septembre 1836. Le projet a été mené par le Pacha Haut Amiral Fevzi Ahmet en utilisant les travailleurs et les équipements de l'arsenal naval. Selon l'Histoire de Lufti, ce pont a été construit sur des pontons liés et faisait entre 500 et 540 m de long.

### Cisr-i Cedid
Le premier pont de Galata à la bouche de la voie d'eau est construit en 1845 par la Sultane validé, la mère du sultan Abdülmecit Ier (1839-1861), et utilisé pendant 18 ans. Il est connu sous le nom de Cisr-i Cedid, ou nouveau pont, pour le distinguer du pont précédemment construit plus loin sur la Corne d'Or, connu lui sous le nom de Cisr-i Atik, ou pont vieux.
Sur la rive de Karaköy du pont, on trouve une inscription en couplet du poète Sinasi disant que le nouveau pont avait été construit par Abdulmecid Han : « Le premier à passer le pont fut le sultan Abdulmecid, et le premier à passer en dessous le capitaine français Magnan à bord de son bateau le Cygne. ».

### Péage
Les trois premiers jours, traverser le pont était gratuit, après quoi un péage, connu sous le nom de mürüriye, est mis en place pour le ministère naval. La collecte du péage commence le 25 novembre 1845, et la taxe est répartie comme suit :
- gratuit : militaires et hommes de loi, pompiers en service, clergé
- 5 para : piétons
- 10 para : gens de passage
- 20 para : animaux de passage
- 100 para : calèches
- 3 para : moutons, chèvres et autres animaux

Le péage est collecté jusqu'au 31 mai 1930 par des fonctionnaires en uniforme blanc se tenant des deux côtés du pont.
Un jeton de péage fut utilisé au début du XXe siècle.

### Le deuxième pont
Ce pont est remplacé par un second pont de bois en 1863, construit par le pacha Ethem Pertev (tr) sur les ordres du sultan Abdulaziz (1861-1876) en prévision de la visite de Napoléon III à Istanbul.

### Le troisième pont
En 1870, un contrat est signé avec la compagnie française Forges et Chantiers de la Méditerranée pour la construction d'un troisième pont, mais le début de la Guerre franco-prussienne repousse le projet, qui est finalement donné à une compagnie anglaise G. Wells en 1872. Ce pont, achevé en 1875, fait 480 m de long et 14 m de large, et repose sur 24 pontons. Il a été construit pour 105 000 livres d'or. Il a été utilisé jusqu'en 1912, avant d'être déplacé en amont en remplacement de l'actuel très vieux pont Cisr-i Atik.

### Le quatrième pont
Le quatrième pont de Galata est construit en 1912 par la société allemande MAN AG pour 350 000 livres d'or. Ce pont flottant fait 466 m de long pour 25 m de large. Il a été détruit par le feu en 1992 et remorqué vers l'entrée de la Corne d'Or pour laisser la place au pont contemporain.
Une vue de ce pont en 1954 (dans le cadre d'une exposition de photos en 2009) commentée.

### Aujourd'hui
Le cinquième pont de Galata a été construit par la compagnie de construction turque STFA à juste quelques mètres du pont précédent, entre Karaköy et Eminönü, et achevé en décembre 1994. Il a été conçu et supervisé par GAMB. C'est un pont basculant de 490 m de long, dont la travée mobile laisse un passage de 90 m. Le tablier du pont, large de 42 m, comporte trois voies de circulation routière et une voie piétonne dans chaque sens. Deux voies ferrées ont été ajoutées, permettant au tramway d'Istanbul de relier l'aéroport international Atatürk au quartier de Dolmabahçe. La construction de ces voies de tramways, non prévues lors de la conception du pont, n'a pas été sans de nombreux problèmes techniques dans la continuité des voies et des lignes électriques durant plusieurs années. Le pont abrite à l'étage médian une zone de restaurants et un marché, ouverts en 2003.

### Culture
Le pont de Galata est un lien symbolique entre la cité d'Istanbul proprement dite, lieu du palais impérial et de la majorité des institutions religieuses et laïques de l'empire, et les districts de Galata, Beyoğlu, Şişli et Harbiye où une large proportion d'habitants étaient non-musulmans et où nombre d'étrangers, marchands et diplomates, vivent et travaillent. Le pont lie donc deux cultures distinctes. Comme Peyami Safa l'a écrit dans son roman Patih-Harbiye, une personne qui va de Fatih à Harbiye par le pont met les pieds dans une autre civilisation avec une culture différente. Hormis sa place dans des fictions, l'apparence romantique du pont de Galata en a fait le sujet de nombre de peintures et gravures.
Toutes les visites d'Istanbul incluent ce pont, car c'est le passage vers la vieille cité de Constantinople.

## Galerie

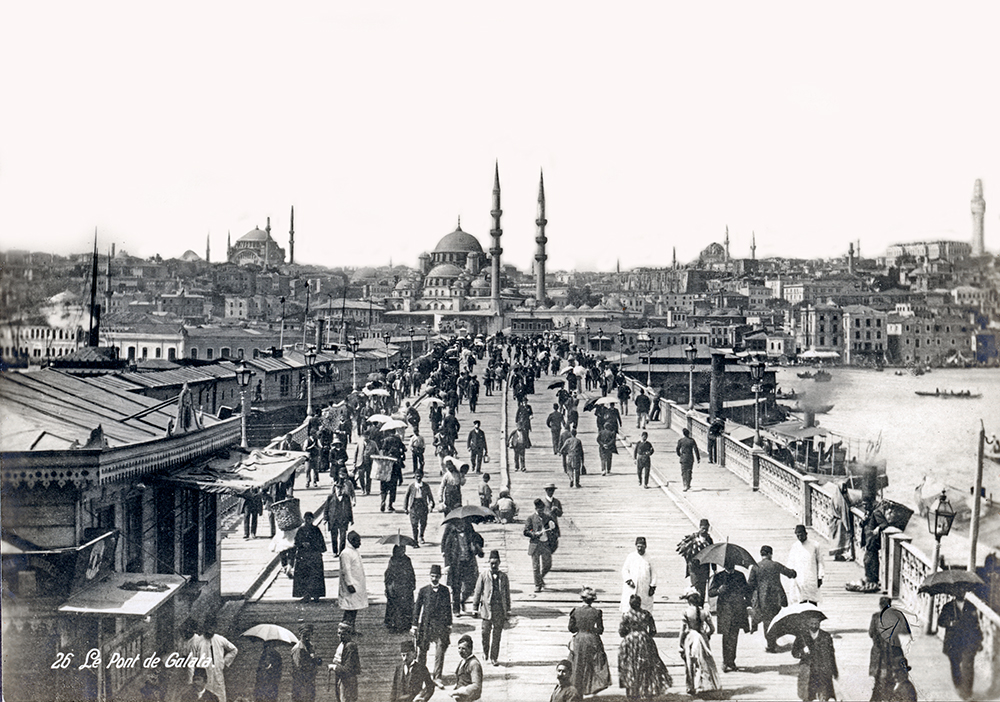
Pont de Galata vers 1880 - Sébah & Joaillier.
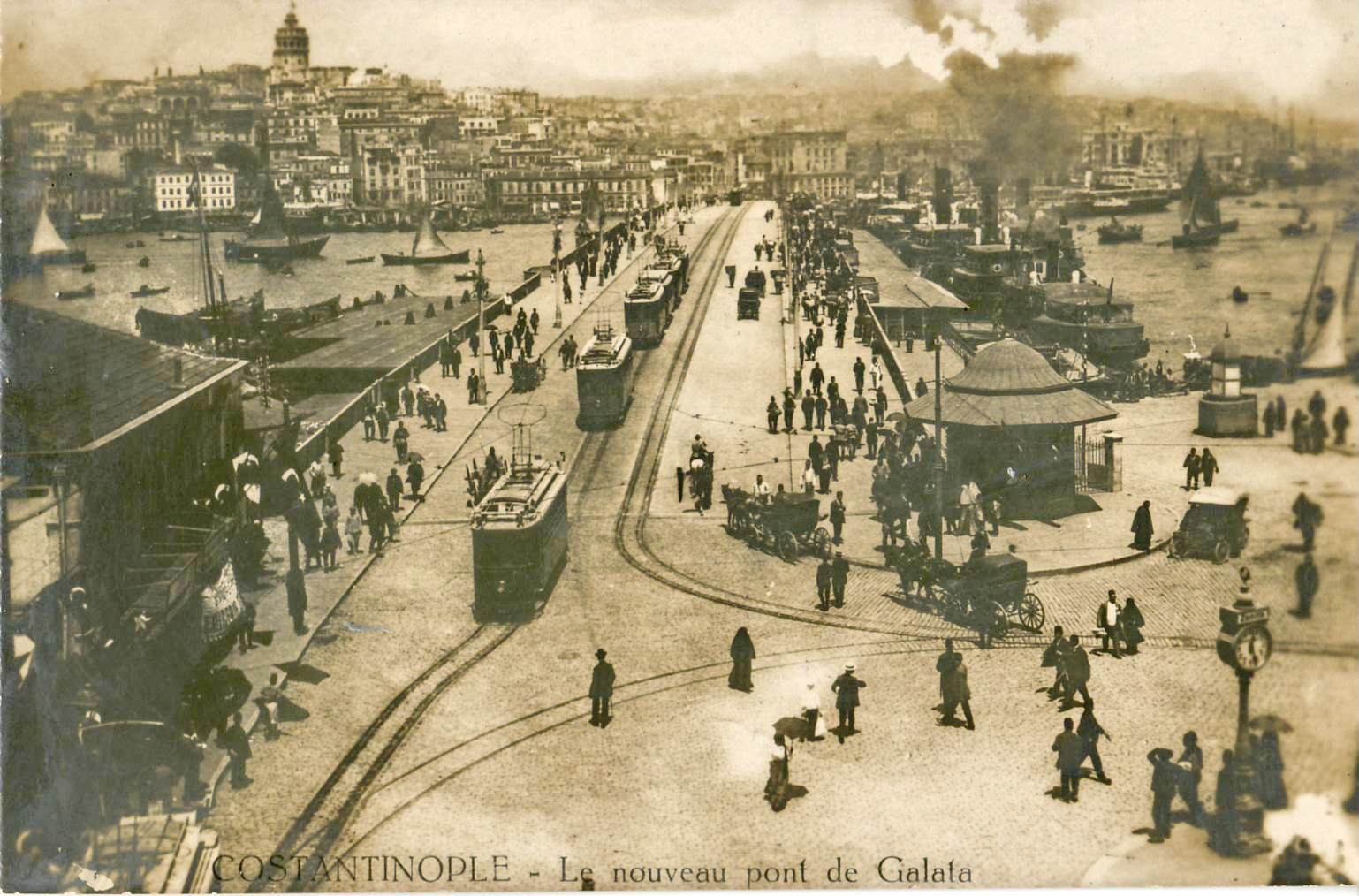
Le quatrième pont et ses tramways dans les années 1920.
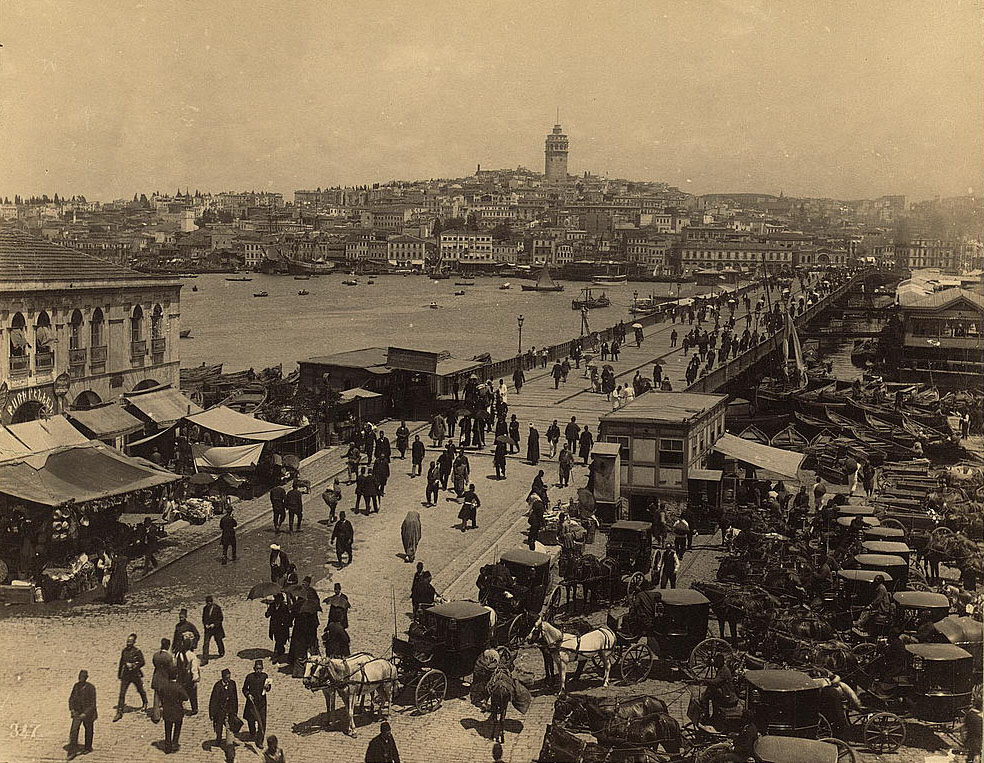
Le pont de Galata, à la fin du XIXe siècle.